# Obereopsis javanica
Obereopsis javanica là một loài bọ cánh cứng trong họ Cerambycidae.